# Pokaan
Pokaan is een bestuurslaag in het regentschap Situbondo van de provincie Oost-Java, Indonesië. Pokaan telt 4422 inwoners (volkstelling 2010).